# Pérola Quahog
Pérola Quahog é um tipo raro de pérola encontrada nas amêijoas quahog, variando da cor branca e bege ao roxo escuro e lilás.

## História
Os índios nativos americanos usaram estes pérolas, tanto para utilizar como "wampum" (contas tradicionais, usadas em escudos sagrado pelas tribos do Leste das Woodlands), fins decorativos ou como dinheiro. Há cerca de cem anos anos atrás, também eram bastante procuradas pelos fabricantes de jóias da Nova Inglaterra.

## Descrição
As pérolas Quahog são obtidas em moluscos do mesmo nome,  encontrados na costa Leste da América do Norte, numa área que se estende do norte de Rhode Island ao sul da Florida.
Como todas as pérolas naturais de água doce, são raras. Não existem dados concretos sobre a sua raridade, mas estima-se que a proporção seja de uma pérola para 5.000 amêijoas quahog. Uma das razões prováveis desta raridade é o facto de, devido à exploração comercial das amêijoas quahog, a maioria da limpeza e do descasque serem feitos mecanicamente e quaisquer das possíveis pérolas serem perdidas ou destruídas.